# カーディフ空港
カーディフ空港 (ウェールズ語: Maes Awyr Caerdydd/英語: Cardiff Airport) (IATA: CWL, ICAO: EGFF) は英国ウェールズの空港である。ウェールズで最も乗客数が多い 。 2013年3月からウェールズ政府の所有下にあり、営利事業として独立して運営されている。2018年の乗客数は158万1千人で、前年比で増加している。  
カーディフ空港はヴェール・オフ・グラモーガンにあるRhooseの近くにある。ウェールズの首都カーディフの中心地から南西に、直線距離で約14kmの位置にある。 
空港運営会社名は「Cardiff International Airport Limited」であり、最寄の鉄道駅の駅名も「Rhoose Cardiff International Airport」であるが、同社の空港ホームページには「Cardiff Airport」と示していること、現地の言語である英語のWikipediaページも「Cardiff Airport」としていることから、本項はこれに従い「カーディフ国際空港」とはせずに「カーディフ空港」と記す。

## 運営会社
2013年3月27日、ウェールズ政府は、カーディフ空港を継続させるために空港保有・運営会社であるTBI plcからCardiff International Airport Limitedを5千2百万ポンドで購入したことを発表した。これは国有化であり、州によって民間企業が買収されたという主張がなされたが、ウェールズ首相であるカーウィン・ジョーンズは、「空港はウェールズ政府によって運営されない。それは商業ベースで政府から独立して管理され、やがて公共の利益に資する。」と述べた。   
2013年以来、カーディフ空港はターミナル・周辺のインフラ及び顧客サービス水準の改善をし、新しい航路を誘致したことにより大きな変革を遂げた。 
2015年6月、ヨーロッパ最大の地域航空会社であるFlybeは、カーディフに2機の航空機で運用する拠点空港機能を開設し、2018年3月から3機に増加した。Flybeは現在、ファロ、ジャージー、ダブリン、グラスゴー、ベルリン、ヴェネツィア、ミュンヘン、ヴェローナ、ローマ、エディンバラ、パリを含む英国及びヨーロッパの16の目的地に直行ルートで頻繁なフライトネットワークを運営しているが、2019年4月4日、拠点空港機能から撤退する旨の発表が行われた。ただし、一切の便が無くなる訳ではない。 

## 空港施設

### ブリティッシュ・エアウェイズの重整備施設
カーディフ空港にはブリティッシュ・エアウェイズの航空機を整備する主要な整備施設の1つであるBritish Airways Maintenance Cardiffがある。ブリティッシュ・エアウェイズが所有するボーイング社製の長距離路線仕様の航空機であるボーイング747、777、787の全ての重整備や内装の変更はここで行われている。また、コンコルドの整備もここで行われていた。
なお、ブリティッシュ・エアウェイズはカーディフ空港発着の定期便を運航しておらず、重整備を行う機材は重整備だけのために当空港に飛来する。        

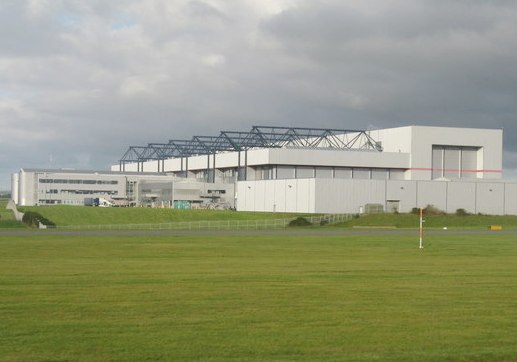
カーディフ空港にあるブリティッシュエアウェイズのメンテナンスセンター
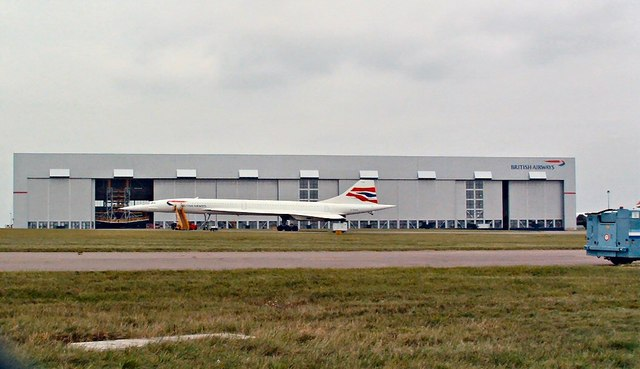
British Airways Maintenance Cardiffの外に駐機中のコンコルド （2002年1月）

## 航空会社と就航地
この空港から定期便及びチャーター便を運航している航空会社と就航地は以下の通り。
| 航空会社                          | 就航地 |
| --------------------------------- | --- |
| BH Air（ブルガリア）              | 季節運航: ブルガス |
| Flybe （イギリス）                | Anglesey, ベルファスト・シティ, コーク空港, ダブリン, エディンバラ, ファロ (2019年10月26日廃止), グラスゴー (2019年10月25日廃止), ジャージー, ミラノ・マルペンサ (2019年9月28日廃止), ミュンヘン (2019年9月6日廃止), ニューカッスル, パリ＝シャルル・ド・ゴール, ローマ・フィウミチーノ (2019年9月7日廃止) 季節運航: ジュネーヴ, ヴェネツィア (2019年9月7日廃止), ヴェローニャ (2019年9月7日廃止) |
| KLMオランダ航空 （オランダ）      | アムステルダム |
| カタール航空 （カタール）         | ドーハ |
| ライアンエアー （アイルランド）   | マルタ, テネリフェ・スール (2020年1月6日廃止) 季節運航: バルセロナ, ファロ, マラガ |
| トーマス・クック航空 （イギリス） | 季節運航: アンタルヤ, ダラマン, エンフィダ, ラルナカ, パルマ, レウス, ロドス (2019年10月16日廃止), テネリフェ・スール, Zakynthos |
| TUIエアウェイズ （イギリス）      | アリカンテ, グラン・カナリア, フルガダ, ランサローテ, マラガ, パフォス, テネリフェ・スール 季節運航: アンタルヤ, ブルガス , コルフ, ダラマン, ドゥブロヴニク空港, エンフィダ, ファロ, イラクリオン, イビサ, ケファロニア国際空港, コス国際空港, ラルナカ, メノルカ, ナポリ, パルマ, レウス, ロドス, Zakynthos                                                                                     |
| ブエリング航空                    | アリカンテ, マラガ 季節運航: パルマ |

## 利用統計

### 乗客数の推移
|                       | 乗客数    | 変化率  | 増減数 |
| --------------------- | --------- | ------- | ------ |
| 1997                  | 1,155,186 | –       | 60,724 |
| 1998                  | 1,263,225 | 0 9.4％ | 65,597 |
| 1999                  | 1,330,277 | 0 5.3％ | 63,740 |
| 2000年                | 1,519,920 | 12.5％  | 64,298 |
| 2001                  | 1,543,782 | 0 1.6％ | 67,624 |
| 2002                  | 1,425,436 | 0 8.3％ | 49,115 |
| 2003                  | 1,919,231 | 37.6％  | 48,590 |
| 2004                  | 1,887,621 | 0 1.7％ | 43,023 |
| 2005年                | 1,779,208 | 0 5.7％ | 43,040 |
| 2006                  | 2,024,428 | 12.7％  | 42,055 |
| 2007年                | 2,111,148 | 0 4.3％ | 43,963 |
| 2008年                | 1,994,892 | 0 5.6％ | 37,123 |
| 2009                  | 1,631,236 | 18.2％  | 27,003 |
| 2010                  | 1,404,613 | 13.9％  | 25,645 |
| 2011                  | 1,208,268 | 13.6％  | 29,130 |
| 2012                  | 1,013,386 | 16.1％  | 26,842 |
| 2013                  | 1,072,062 | 0 4.3％ | 24,879 |
| 2014                  | 1,023,932 | 0 4.7％ | 25,864 |
| 2015                  | 1,160,506 | 13.3％  | 25,077 |
| 2016年                | 1,347,483 | 16.1％  | 26,256 |
| 2017年                | 1,465,227 | 0 8.7％ | 28,934 |
| 2018年                | 1,581,302 | 0 7.9％ | 31,085 |
| 出典： 英国民間航空局 |           |         |        |

### 繁忙路線
| 順位 | 空港                 | 乗客数 合計 | 増減 2017 / 18 |
| ---- | -------------------- | ----------- | -------------- |
| 1    | アムステルダム       | 146,058     | 8.9%           |
| 2    | パルマ               | 108,313     | 3.4%           |
| 3    | ダブリン             | 108,275     | 7.2%           |
| 4    | アリカンテ           | 103,671     | 1.8%           |
| 5    | エディンバラ         | 102,372     | 3.0%           |
| 6    | テネリフェ・スール   | 88,771      | 0.1%           |
| 7    | マラガ               | 88,740      | 1.8%           |
| 8    | シャルル・ド・ゴール | 77,503      | 27.4%          |
| 9    | ベルファスト・シティ | 71,439      | 39.2%          |
| 10   | ファロ               | 64,036      | 12.2%          |
| 11   | ドーハ               | 55,568      | New Route      |
| 12   | ランサローテ         | 46,465      | 0.9%           |
| 13   | Dalaman              | 41,577      | 64.9%          |
| 14   | グラスゴー           | 33,261      | 15.0%          |
| 15   | イビザ               | 32,568      | 0.1%           |
| 16   | バルセロナ           | 24,385      | 5.0%           |
| 17   | Zakynthos            | 21,638      | 2.5%           |
| 18   | ミラノ・マルペンサ   | 21,483      | 30.1%          |
| 19   | ブルガス             | 20,293      | 6.2%           |
| 20   | グラン・カナリア     | 18,996      | 0.4%           |

## 空港アクセス

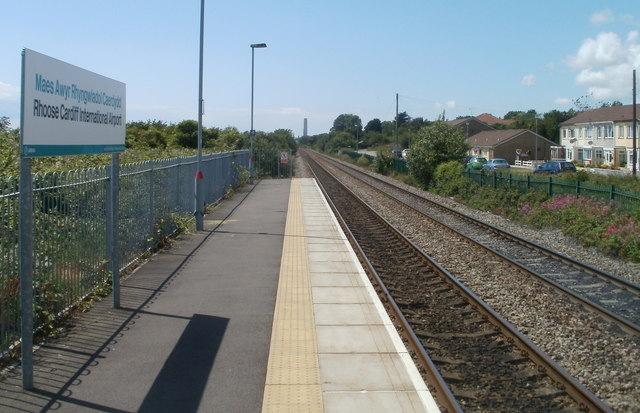
ルースカーディフ国際空港駅

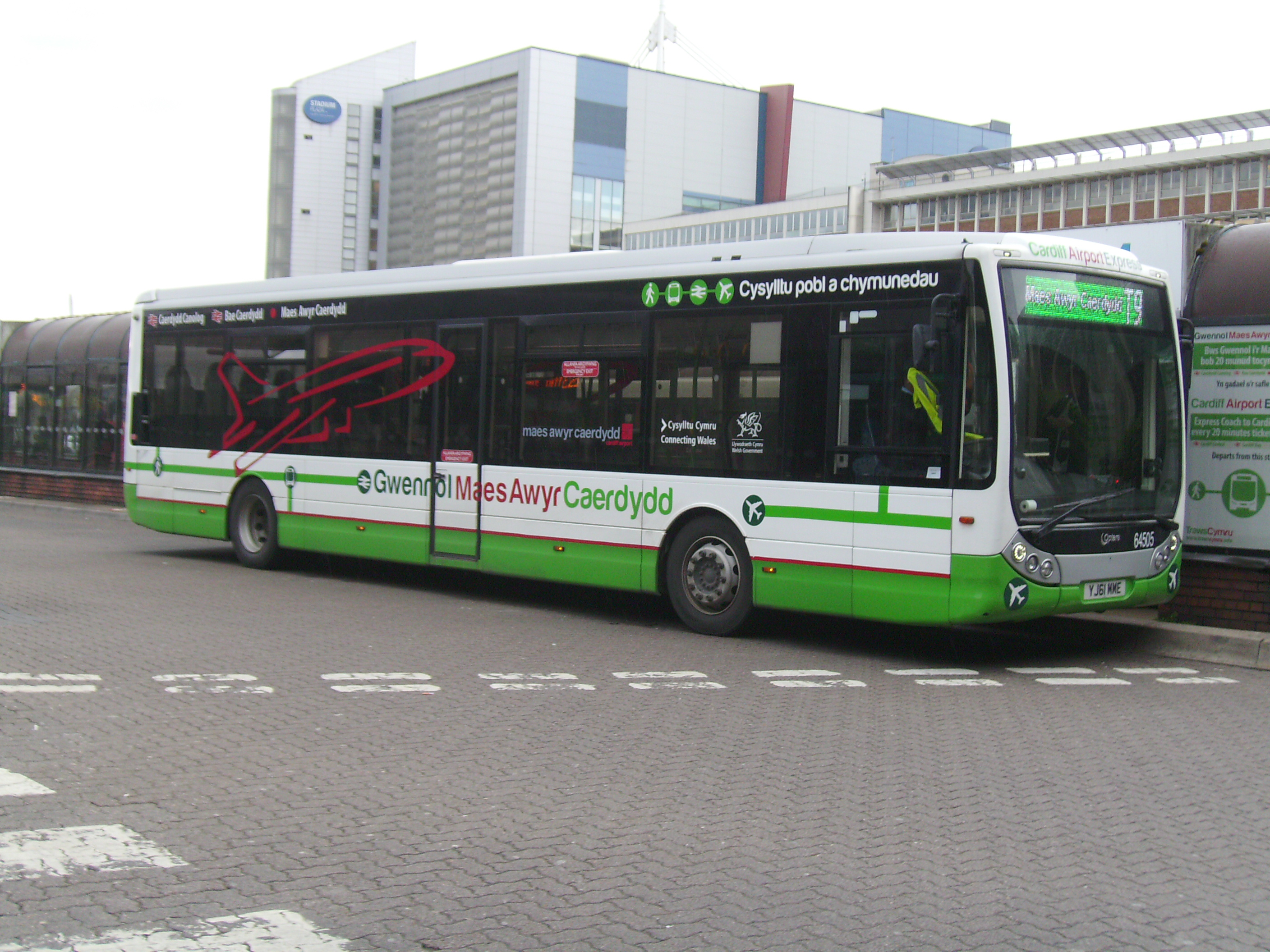
カーディフ中央バスステーションのカーディフエアポートエクスプレスのバス

### 鉄道
最寄りの駅は、ヴェール・オブ・グラモーガン線にあるルース・カーディフ国際空港駅である。  同駅へは、ウェールズ鉄道交通サービスによる、Aberdare駅とBridgend駅を結ぶ列車でアクセスでき、この列車は途中ウェールズの首都であるカーディフの中心地にあるカーディフ中央駅を経由する。この列車は平日及び土曜日は1時間毎に、日曜日は2時間毎に運行されている。空港からカーディフ中央駅まで約35分。 
空港駅から空港ターミナルまでRail lincによるシャトルバスが運行されている。空港ターミナルにはナショナルレールコードとして"XCF"が割り振られており、鉄道の駅からシャトルバスを含めて鉄道チケットとして購入できるが、もちろんシャトルバス単独でも乗れる。シャトルバス単独での料金は1ポンド。 
空港駅と名付けられてはいるが、駅と空港ターミナルの位置関係は「空港の敷地の向こう側」であり、歩くと1時間程度要するので注意が必要である。 

### バス
上記の空港駅からのシャトルバスのほか、カーディフ中心地にあるカーディフ中央駅に隣接したカーディフシティセンターよりTrawsCymruによる「カーディフエアポートエクスプレス」（ウェールズ語: Gwennol Maes Awyr Caerdydd）が運行されている。路線番号は「T9」である。夏季は20分毎、冬季は30分毎に運行されており、車内では無料wifiが提供されている。シティセンター発は4時からおよそ23時まで、空港発は4時50分発から0時10分発まで。所要時間は約40分である。